# Nezla
Nezla (arabe : النزلة) est une commune de la wilaya de Touggourt en Algérie.

## Histoire
Nezla est un des anciens villages qui entouraient le ksar de Touggourt, c'est le plus important de ces noyaux et se trouve à l’emplacement du premier Touggourt, celui d’avant le XVIe siècle.